# CryptoAPI
CryptoAPI — интерфейс программирования приложений, который обеспечивает разработчиков Windows-приложений стандартным набором функций для работы с криптопровайдером. Входит в состав операционных систем Microsoft. Большинство функций CryptoAPI поддерживается, начиная с Windows 2000.
CryptoAPI поддерживает работу с асимметричными и симметричными ключами, то есть позволяет шифровать и расшифровывать данные, а также работать с электронными сертификатами. Набор поддерживаемых криптографических алгоритмов зависит от конкретного криптопровайдера.